# علامة هيجوميناكس
علامة هيجوميناكس (الاسم العلمي: Higouménakis' sign) هي تضخم الجزء القصي الترقوي من الترقوة في ناحية واحدة، ويوجد في حالات الزهري الخلقي. ويحدث في مرحلة متأخرة من التهاب السمحاق بحديثي الولادة.
أطلق عليها هذا الاسم نسبة إلى جورج هيجوميناكس [الإنجليزية]، حيث وصفت في عام 1927، وبعد ذلك نشر وصف العلامة في مقالة ألمانية، مما جعلها أكثر شهرة بين أطباء الجلد.